# Бужорень (Телеорман)
Бужорень, Бужорені (рум. Bujoreni) — село у повіті Телеорман в Румунії. Входить до складу комуни Бужорень.
Село розташоване на відстані 50 км на південний захід від Бухареста, 30 км на північний схід від Александрії, 148 км на схід від Крайови.

## Населення
За даними перепису населення 2002 року у селі проживали 742 особи, з них 740 осіб (99,7%) румунів. Рідною мовою 740 осіб (99,7%) назвали румунську.